# Philip Zilcken

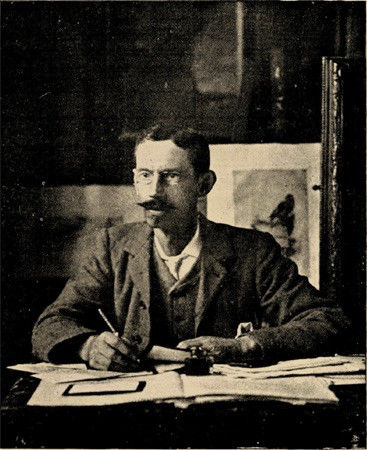
Philip Zilcken in seinem Atelier, 1910

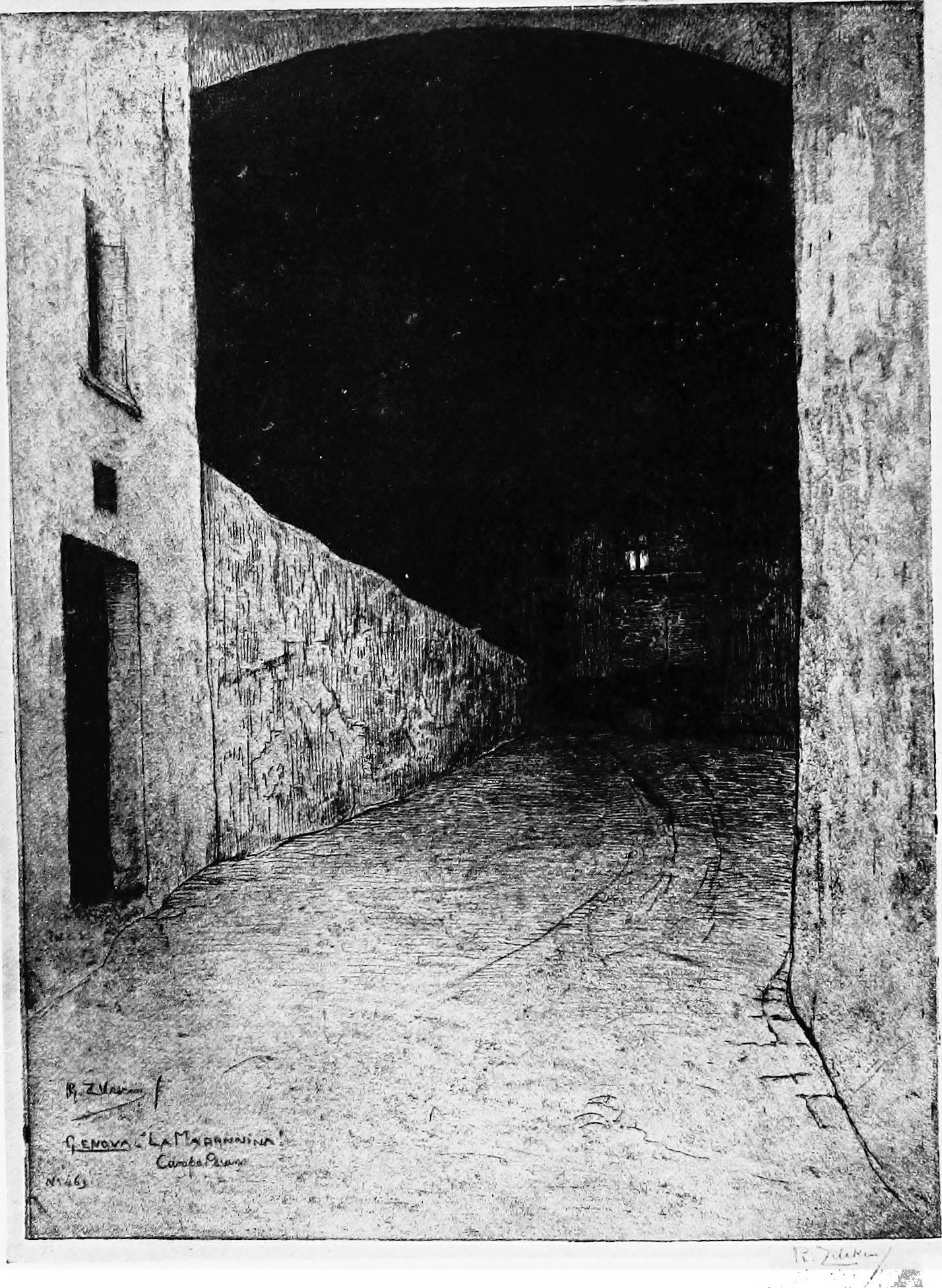
Campopisano, Genua (1913)

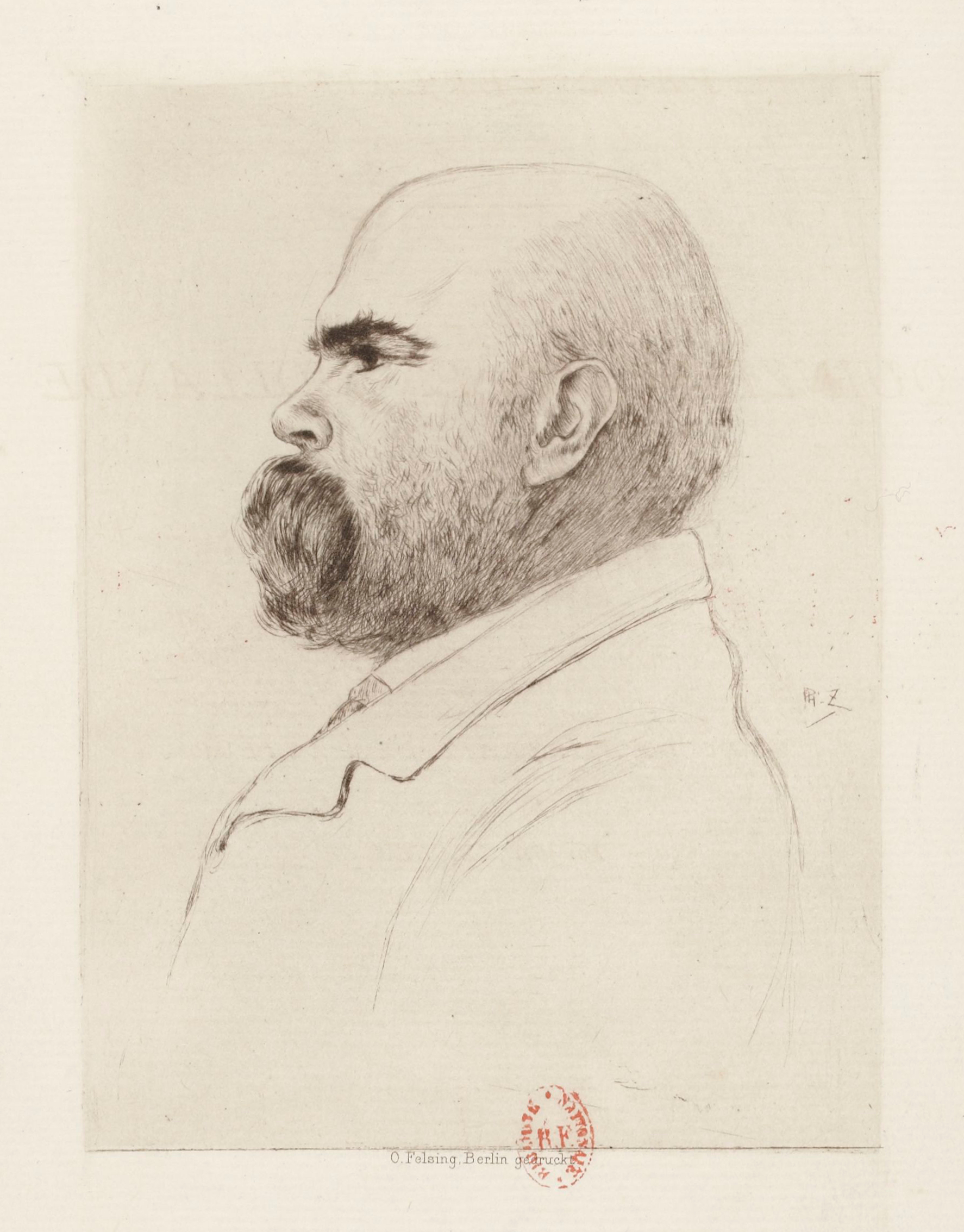
Paul Verlaine (1893)

Charles Louis Philippe Zilcken, auch Philip Zilcken (geboren am 20. April 1857 in Den Haag; gestorben am 3. Oktober 1930 in Villefranche-sur-Mer), war ein niederländischer Maler, Radierer und Kunstschriftsteller.

## Leben
Philip Zilcken besuchte das Gymnasium Haganum. Er lernte Malerei bei Karel Klinkenberg und Anton Mauve und verlegte sich auf die Radierung und die Lithografie. In Paris freundete er sich mit den Brüdern Goncourt an, ließ sich vom Orientalismus beeinflussen und hielt sich 1883 das erste Mal in Nordafrika auf. Er schloss sich später der französischen Künstlervereinigung
Société des peintres orientalistes an.  Von 1885 bis 1896 war er Sekretär der Künstlervereinigung des Nederlandsche Etsclub. Er arbeitete von 1896 bis 1905 als Illustrator für Elsevier’s Geïllustreerd Maandschrift.
Zilcken war Mitglied der Amsterdamer Kunstgesellschaft Arti et Amicitiae und des Den Haager Künstlervereins Pulchri Studio.

## Schriften (Auswahl)
Katalog
- Philip Zilcken: Catalogue descriptif des eaux-fortes de Ph. Zilcken, mentionnant 633 pièces. Vorwort Adriaan Pit. Amsterdam : De Vries, 1918

Schriften
- Peintres Hollandais Modernes. 1893
- Jozef Israëls, in: Premieuitgave Vereeniging tot bevordering van Beeldende Kunsten. 1894
- Moderne Hollandsche etsers. Amsterdam : Scheltema & Holkema's Boekhandel, 1896
- Wat etsen zijn. Amsterdam : Schalekamp, 1896
- H. W. Mesdag: etsen naar schilderijen en begeleidende tekst. 1896
- Johannes Bosboom, in: International studio. 1907/1908
- Drie maanden in Algerië. Vorwort Lodewijk van Deyssel. 1909
- Holland, in: Charles Holme: Modern etchings, mezzotints and dry-points. 1912
- Reisindrukken in Provence, Venetiaansch leven, in en om Caïro. 1920
- Langs wegen der Fransche Riviera. 1925
- Herinneringen van een Hollandsche Schilder der negentiende eeuw. 1928
- Au Jardin Du Passe. Un Demi-siecle d'art et de Litterature. Lettres A Une Amie. Vorwort Camille Mauclair. Den Haag : Van Stockum, 1930

Buchillustrationen
- Paul Verlaine: Quinze jours en Hollande-Lettres a un ami. La Haye : Maison Blok, 1893
- Pol de Mont: Iris. Antwerpen  Buschman, 1894
- Max Rooses: Les Peintres Néerlandais du XIXème Siècle. Antwerpen : La Librarie Néerlandaise, ca. 1897